# Orthetrum serapia
Orthetrum serapia е вид водно конче от семейство Libellulidae. Видът не е застрашен от изчезване.

## Разпространение
Разпространен е в Австралия (Куинсланд и Северна територия), Папуа Нова Гвинея, Соломонови острови и Фиджи.

## Описание
Популацията на вида е стабилна.